# Swallow Doretti
Swallow Doretti är en tvåsitsig brittisk sportbil, som formgavs och tillverkades av Swallow Coachbuilding Company Ltd, till del med komponenter från Triumph TR2. Den tillverkades mellan 1954 och 1955 för den amerikanska marknaden. 
Swallow Coachbuilding Company Ltd. var från 1946 ett dotterföretag till Tube Investments Group, senare TI Group. Namnet Doretti kom från  Dorothy Deen (född 1922), som var chef för Swallows amerikanska försäljningsbolag Cal Specialities.
Varumärket har övertagits av kanadensaren Peter Schömer, som har tillverkat ett mindre antal av en sportbil med namnet Doretti TR250 'Corsa Veloce' på chassier från 1957 års Ferrari TR 250 och med Ferrarimotorer.
Doretti var den enda bilmodell som Tube Investments Group byggde under namnet Swallow. Produktionen upphörde 1955, då koncernen ändrade sin tillverkningspolicy.

## Bildgalleri

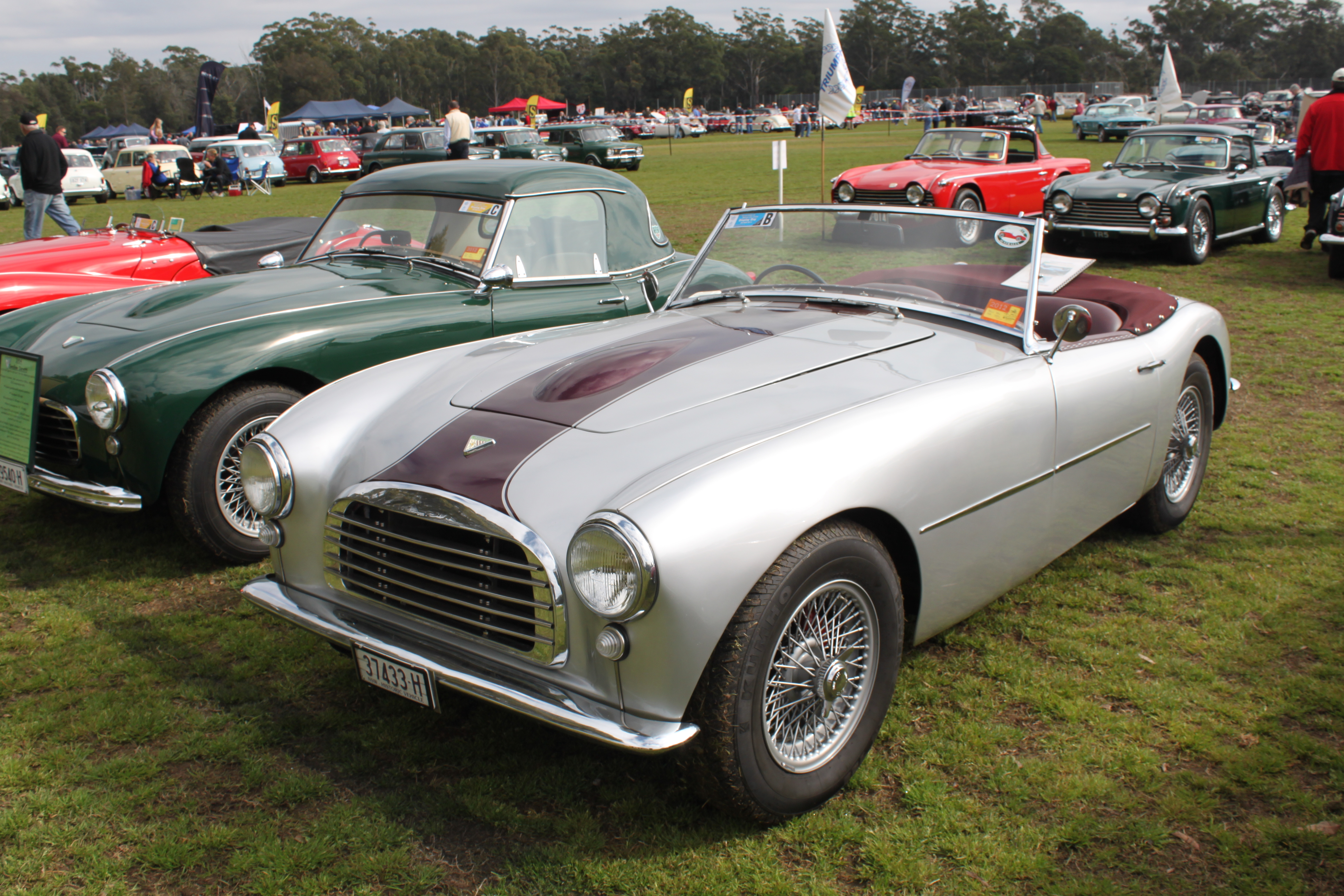
1954 års modell
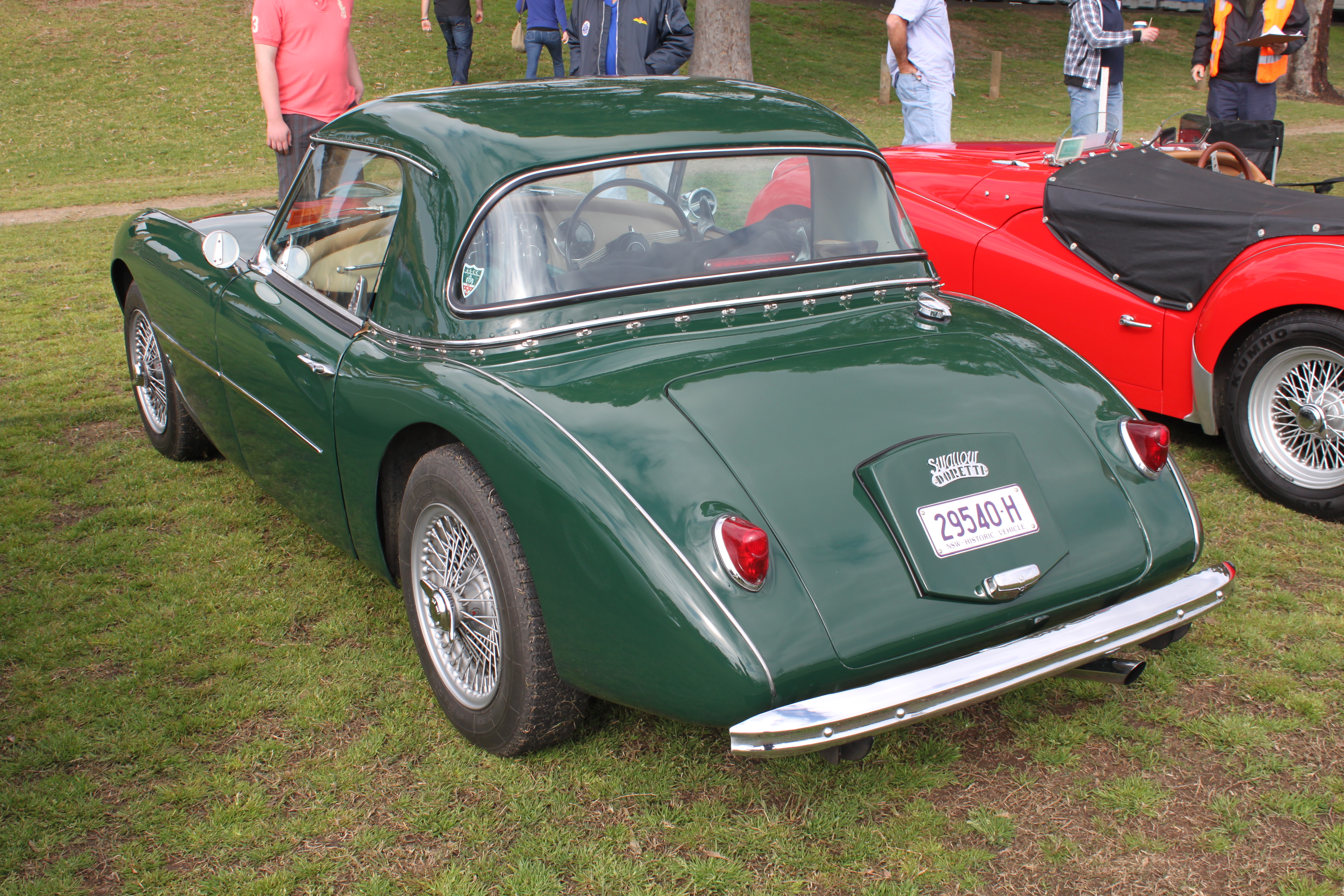
Roadster
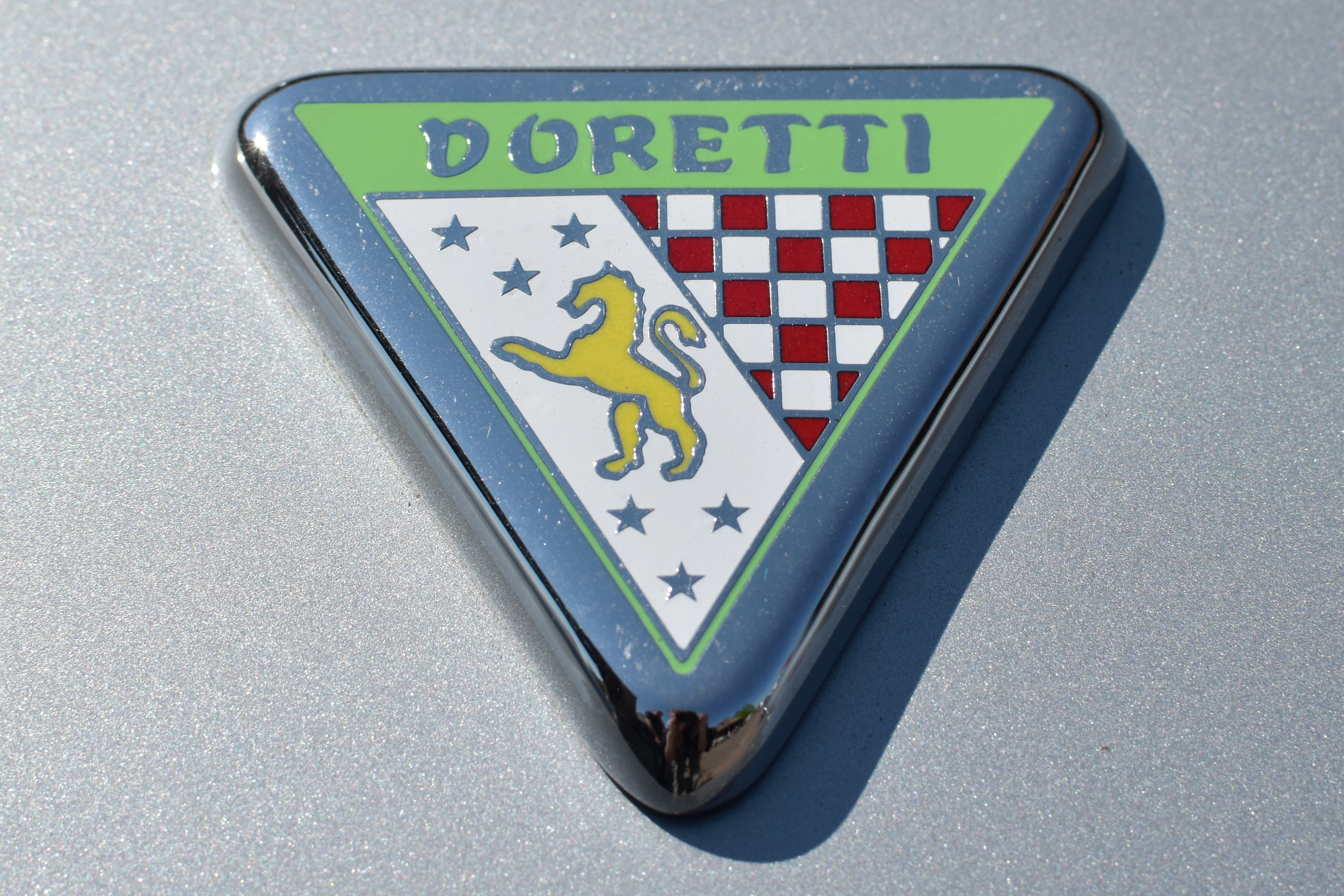
Dorettis kylarmärke
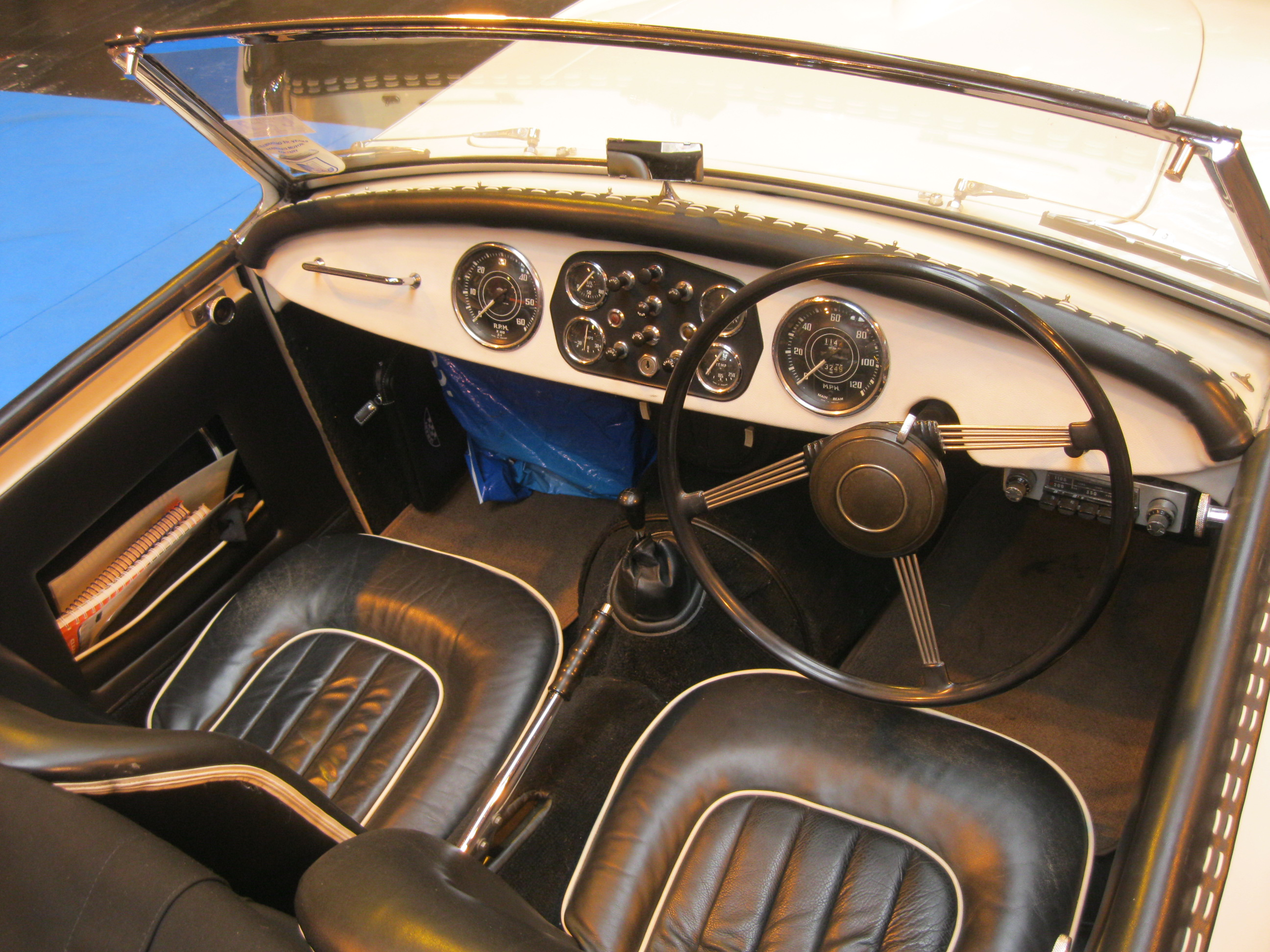
Interiör